# Barrage de Srisailam
 (janvier 2016).
Si vous disposez d'ouvrages ou d'articles de référence ou si vous connaissez des sites web de qualité traitant du thème abordé ici, merci de compléter l'article en donnant les références utiles à sa vérifiabilité et en les liant à la section « Notes et références ».
Le barrage de Srisailam est un barrage dans l'Andhra Pradesh en Inde sur la Krishna. Il est associé à une centrale hydroélectrique de 1 670 MW c'est l'un des plus importants barrages hydroélectriques du pays.